# Psarocolius viridis
Psarocolius viridis là một loài chim trong họ Icteridae.